# هيروشي هيرشي ميامرا
هيروشي هيرشي ميامرا (بالإنجليزية: Hiroshi Miyamura)‏ هو عسكري أمريكي، ولد في 6 أكتوبر 1925 في غالوب في الولايات المتحدة.